# Harue Sato
Harue Sato (佐藤 春詠, Satō Harue, Isesaki, 1 januari 1976) is een Japans voormalig voetbalster.

## Carrière

### Clubcarrière
Sato begon haar carrière in 1994 bij Nikko Securities Dream Ladies. Met deze club werd zij in 1996, 1997 en 1998 kampioen van Japan. Ze tekende in 1999 bij OKI FC Winds. Ze tekende in 2000 bij TEPCO Mareeze. In 2006 beëindigde zij haar carrière als voetbalster.

### Interlandcarrière
Sato maakte op 21 augustus 2000 haar debuut in het Japans vrouwenvoetbalelftal tijdens een wedstrijd tegen Australië. Zij nam met het Japans vrouwenvoetbalelftal deel aan het Aziatisch kampioenschap 2001. Daar stond zij in vier wedstrijden van Japan opgesteld en Japan behaalde zilver op het Aziatisch kampioenschap. Ze heeft 17 interlands voor het Japanse vrouwenelftal gespeeld en scoorde daarin vier keer.

## Statistieken
| Japans vrouwenvoetbalelftal | Japans vrouwenvoetbalelftal | Japans vrouwenvoetbalelftal |
| Jaar                        | Wed.                        | Dlp.                        |
| --------------------------- | --------------------------- | --------------------------- |
| 2000                        | 4                           | 1                           |
| 2001                        | 9                           | 3                           |
| 2002                        | 4                           | 0                           |
| Totaal                      | 17                          | 4                           |